# Municipio de Thordenskjold
El municipio de Thordenskjold (en inglés: Thordenskjold Township) es un municipio ubicado en el condado de Barnes en el estado estadounidense de Dakota del Norte. En el año 2010 tenía una población de 67 habitantes y una densidad poblacional de 0,73 personas por km².

## Geografía
El municipio de Thordenskjold se encuentra ubicado en las coordenadas 46°40′5″N 97°52′27″O / 46.66806, -97.87417. Según la Oficina del Censo de los Estados Unidos, el municipio tiene una superficie total de 92.28 km², de la cual 92,26 km² corresponden a tierra firme y (0,01 %) 0,01 km² es agua.

## Demografía
Según el censo de 2010, había 67 personas residiendo en el municipio de Thordenskjold. La densidad de población era de 0,73 hab./km². De los 67 habitantes, el municipio de Thordenskjold estaba compuesto por el 100 % blancos. Del total de la población el 0 % eran hispanos o latinos de cualquier raza.